# Eyesat (satellite)
Eyesat est un CubeSat universitaire, mis sur orbite le 18 décembre 2019 par le vol VS23 du lanceur Soyouz depuis le Centre spatial guyanais. Destiné à étudier la lumière zodiacale ainsi que la Voie lactée, EyeSat est à la fois un satellite scientifique et un démonstrateur technologique.
EyeSat est le projet pilote du programme JANUS (Jeunes en Apprentissage pour la réalisation de Nanosatellites au sein de Universités et des écoles d’enseignement Supérieur) du CNES. Ce programme propose aux étudiants de développer et d’envoyer dans l’espace des CubeSats, satellites de quelques kilogrammes et de quelques U (volume cubique de 1 dm3). Le projet commence en 2012.
Dans ce contexte, EyeSat est développé par des étudiants d'écoles d'ingénieurs françaises (ISAE-Supaero, ENAC, ESTACA) en stage au CNES et des étudiants de l'IUT de Cachan.
Sa mission scientifique concerne la mesure de la lumière zodiacale. Cette lumière est issue de la réflexion du Soleil sur de petites particules qui se trouvent sur le plan de l’écliptique, celui sur lequel les planètes du système solaire évoluent. Ces fines poussières sont importantes lorsque l’on veut faire de l’observation astronomique car elles sont potentiellement gênantes.
La startup toulousaine U-Space, née de ce projet, a accompagné Eyesat au cours de ses 4 ans d’opérations.
Le satellite s’est consumé dans l’atmosphère terrestre le 19 novembre 2023.